# 詹姆斯·哈迪 (赛艇运动员)
詹姆斯·哈迪（英語：James Hardy，1923年1月15日—1986年9月20日），美国男子赛艇运动员。他曾代表美国参加1948年夏季奥林匹克运动会赛艇比赛，获得男子八人单桨有舵手金牌。